# Dendrocopos medius

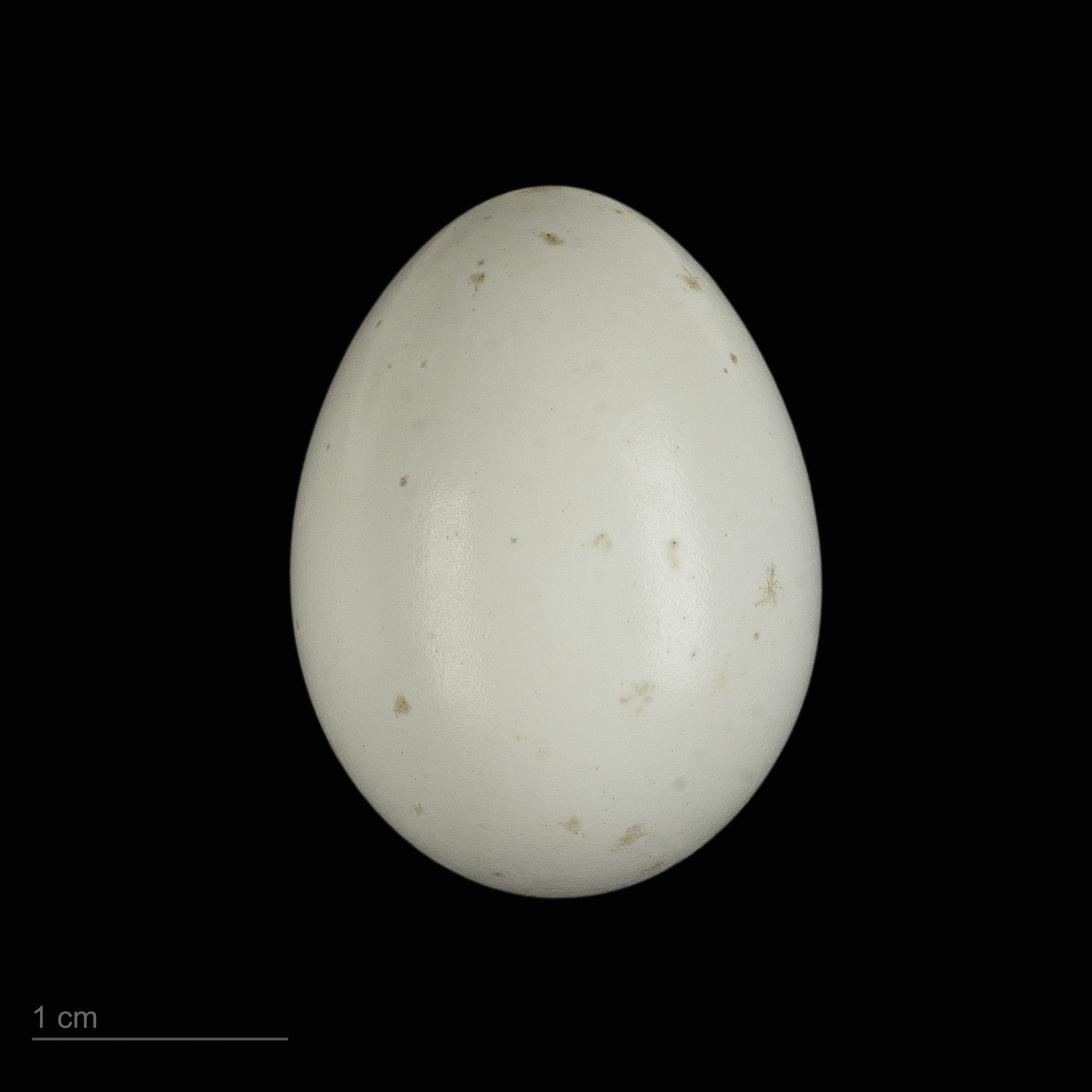
Dendrocopos medius

Dendrocopos medius là một loài chim thuộc họ Gõ kiến. Loài gõ kiến này dài 20–22 cm và có bộ lông tương tự như chim gõ kiến nhỏ sườn đỏ. 
Loài gõ kiến này chỉ phân bố ở châu Âu và phía tây nam châu Á, từ miền bắc Tây Ban Nha và Pháp phía đông Ba Lan và Ukraina, và phía nam miền trung Italia, bán đảo Balkan, Litva, Latvia, Thổ Nhĩ Kỳ và Kavkaz. Loài này đã từng sinh sản ở Thụy Điển nhưng đã trở nên tuyệt chủng trong những năm 80. Tuy nhiên, loài gõ kiến này đã được nhìn thấy ở Thụy Điển trong môi trường sống giống thích hợp sau khi bị tuyệt diệt. Do tính chất ít di chuyển của nó, nó đã không bao giờ được ghi nhận ở Anh. Nó thích khu vực rừng rụng lá, đặc biệt là khu vực có sồi già, cây trăn và cây du, và các khu phát quang, đồng cỏ và rừng dày đặc.
Nó đục một lỗ trong thân cây để làm tổ, lỗ rộng khoảng 5 cm trong một cành cây mục hoặc nhánh dày. Mỗi tổ đẻ 4-7 quả trứng và ấp 11-14 ngày. Loài gõ kiến này ăn chủ yếu là côn trùng và ấu trùng côn trùng mà nó thấy từ cành cây thay vì lôi ra từ vỏ cây. Nó cũng ăn nhựa cây.